# Skopan
Skopan är en sjö i Motala kommun i Östergötland och ingår i Motala ströms huvudavrinningsområde.